# جورج يرق
جورج يرق روائي لبناني من مواليد 1958. عمل محررا وسكرتير تحرير وكاتبا حرا في صحف ومجلات لبنانية عدة، منها النهار،اللواء، الحياة، الصياد وجسد. توجه لاحقاً لكتابة الرواية، وصدرت روايته الأولى ليل عام 2013، واختيرت روايته الثانية حارس الموتى ضمن القائمة القصيرة لجائزة البوكر العربية 2016.